# Hôtel Févret de Saint-Mesmin
L’Hôtel Févret de Saint-Mesmin est un hôtel particulier de la ville de Dijon, en France, situé dans son secteur sauvegardé.
Il est inscrit aux monuments historiques depuis 1928.

## Histoire
L'hôtel a été bâti vers 1697-1698 pour Charles Févret de Saint-Mesmin, conseiller au parlement de Metz. Le bâtiment est construit le long du côté ouest de place Saint-Jean, renommée place Zola en 1904, avant de prendre son nom de place Bossuet en 1921.
Le style indique une transition vers celui plus léger qui a été la marque de la Régence. La décoration est plus simple avec des médaillons, des guirlandes et des têtes agrafées au-dessus des arcades.
Le président de Brosses (1709-1777), dont la mère était de la famille Févret, est né dans cet hôtel.

## Galerie de photographies

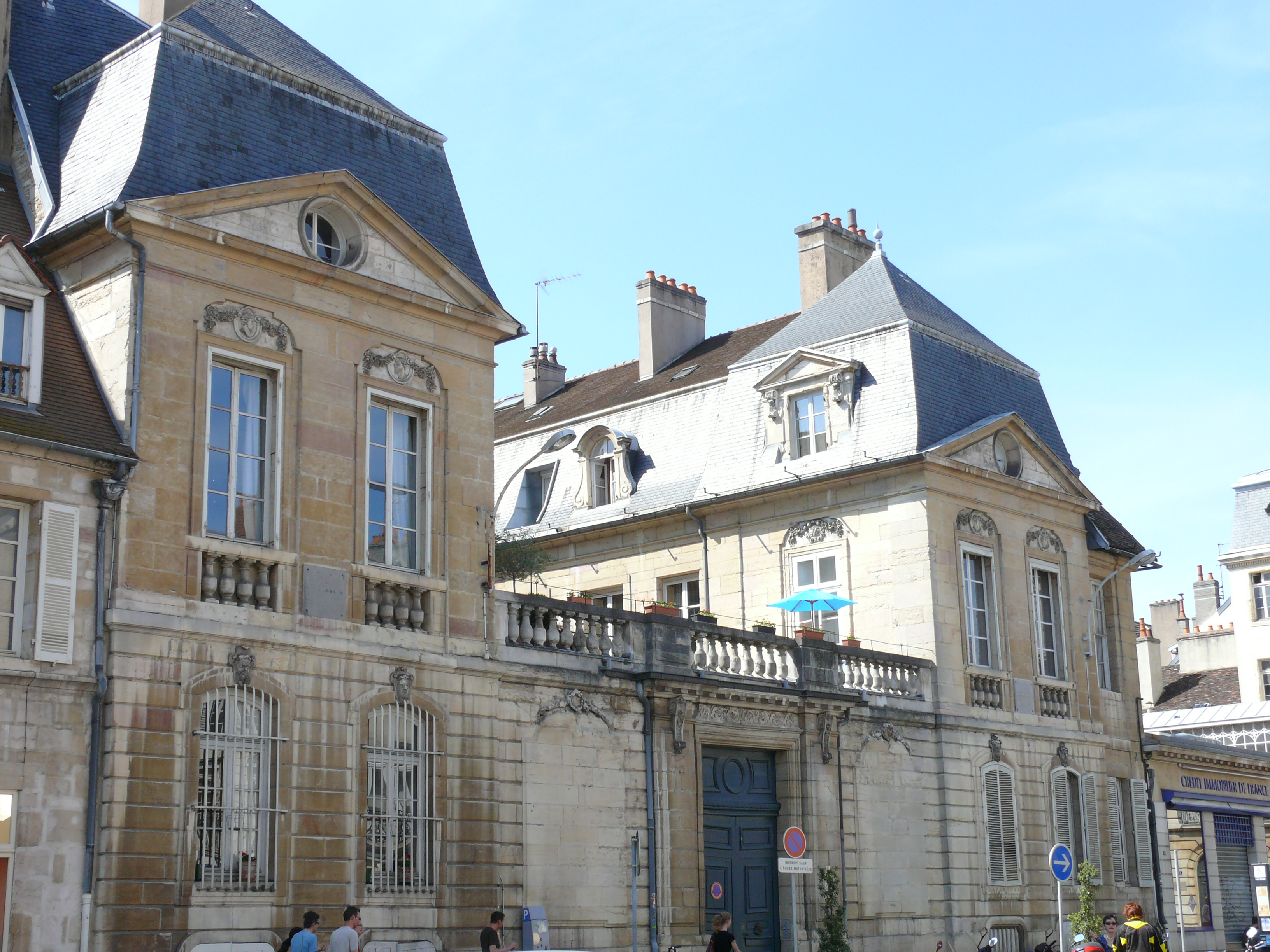
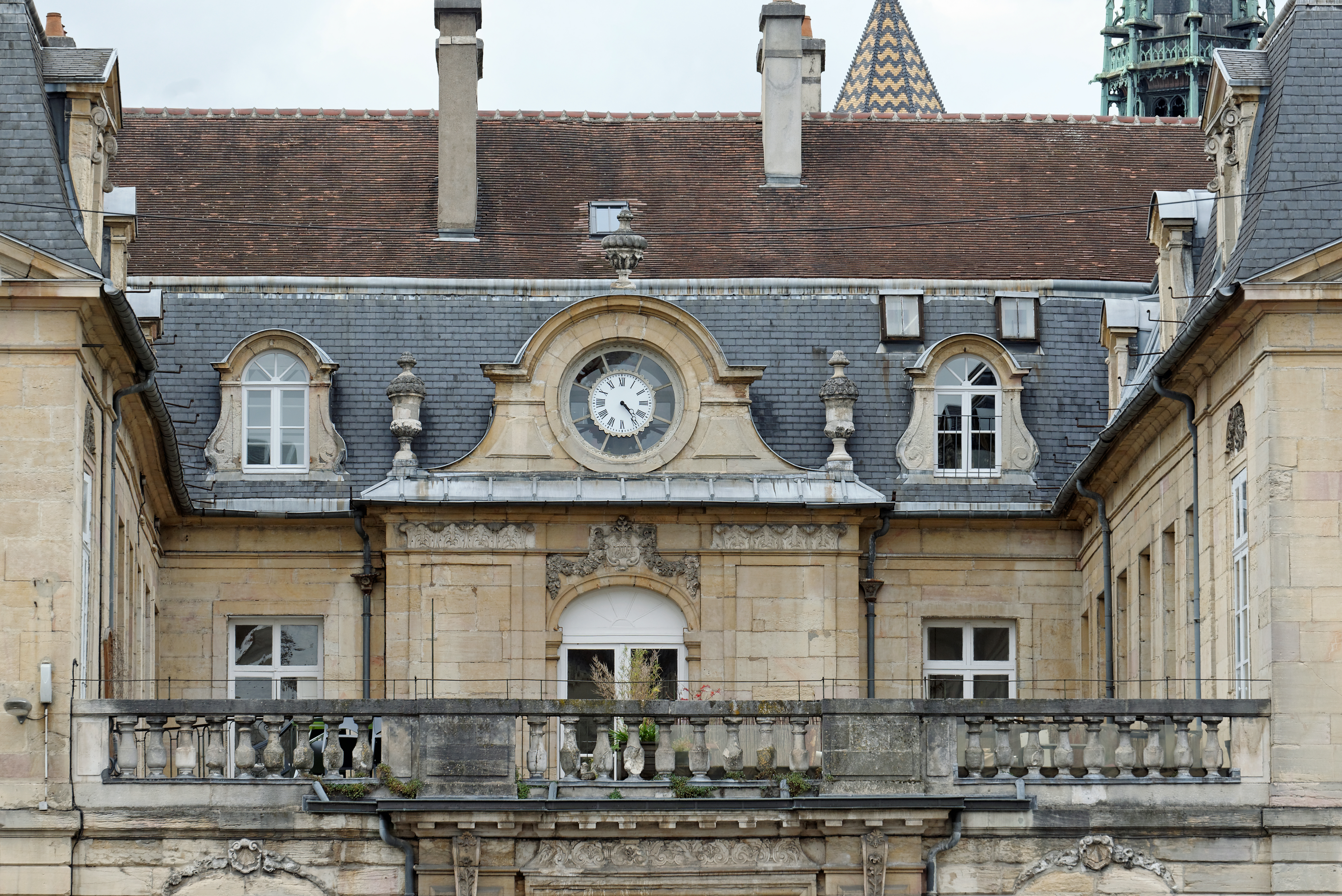
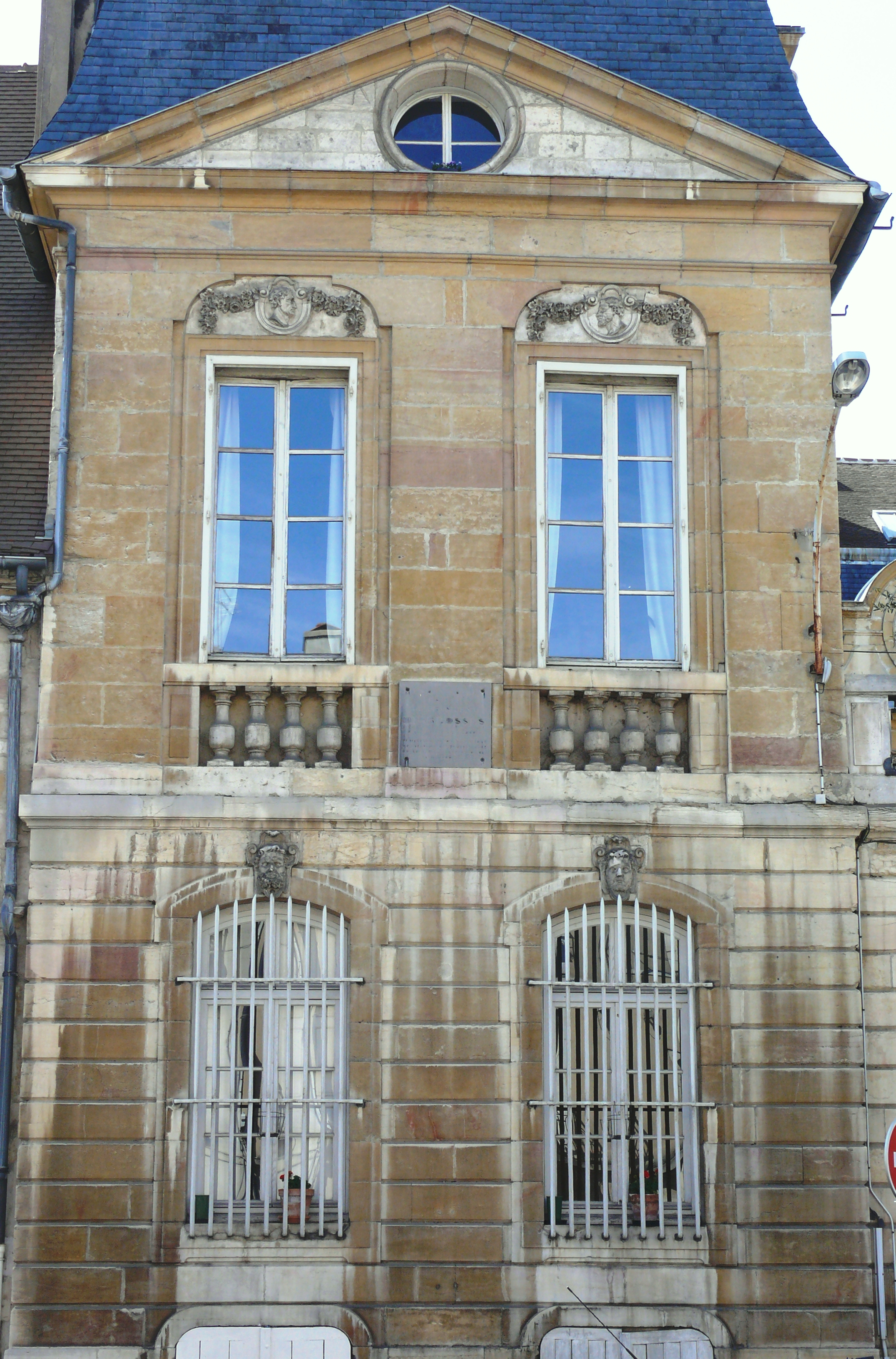
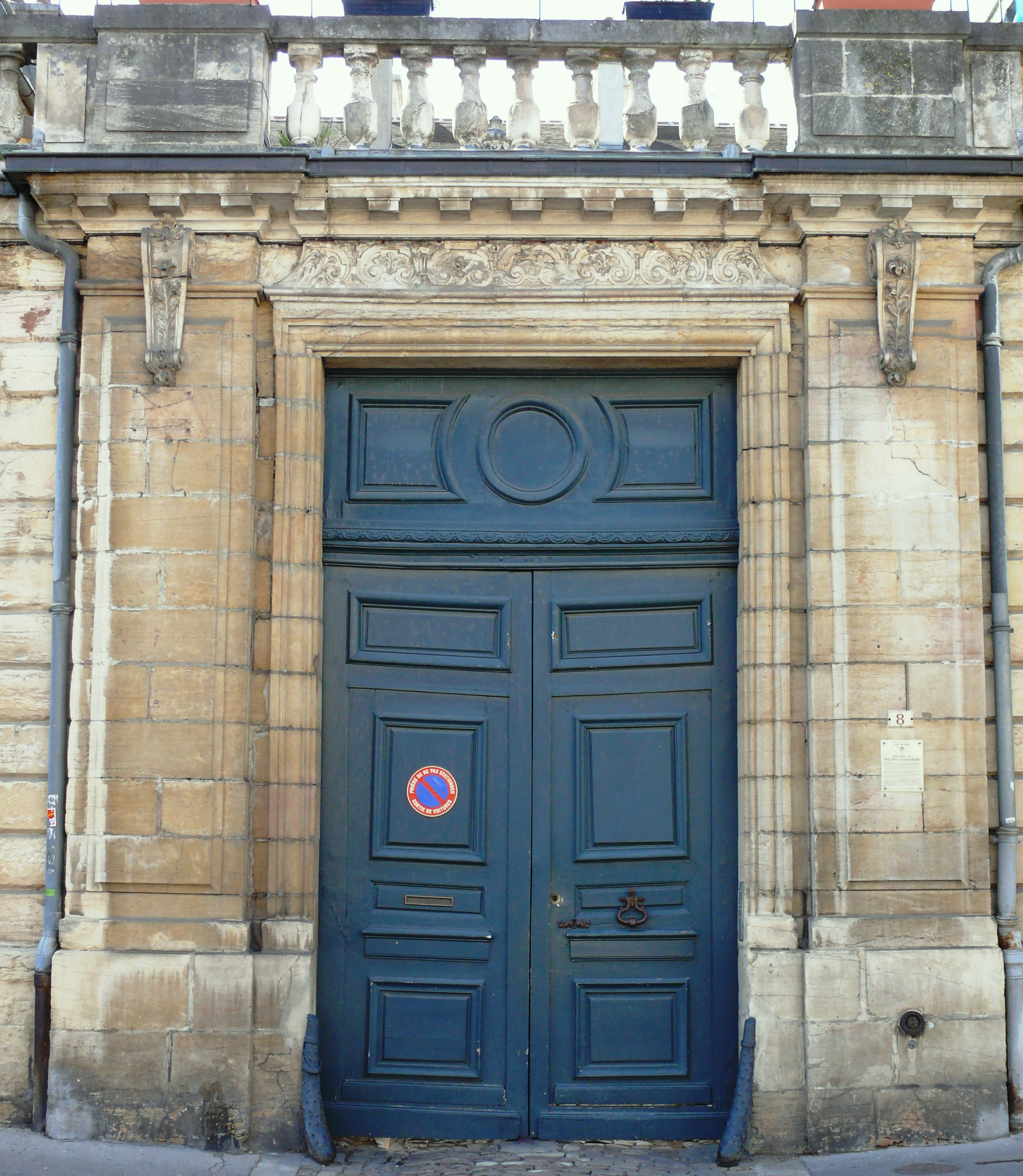
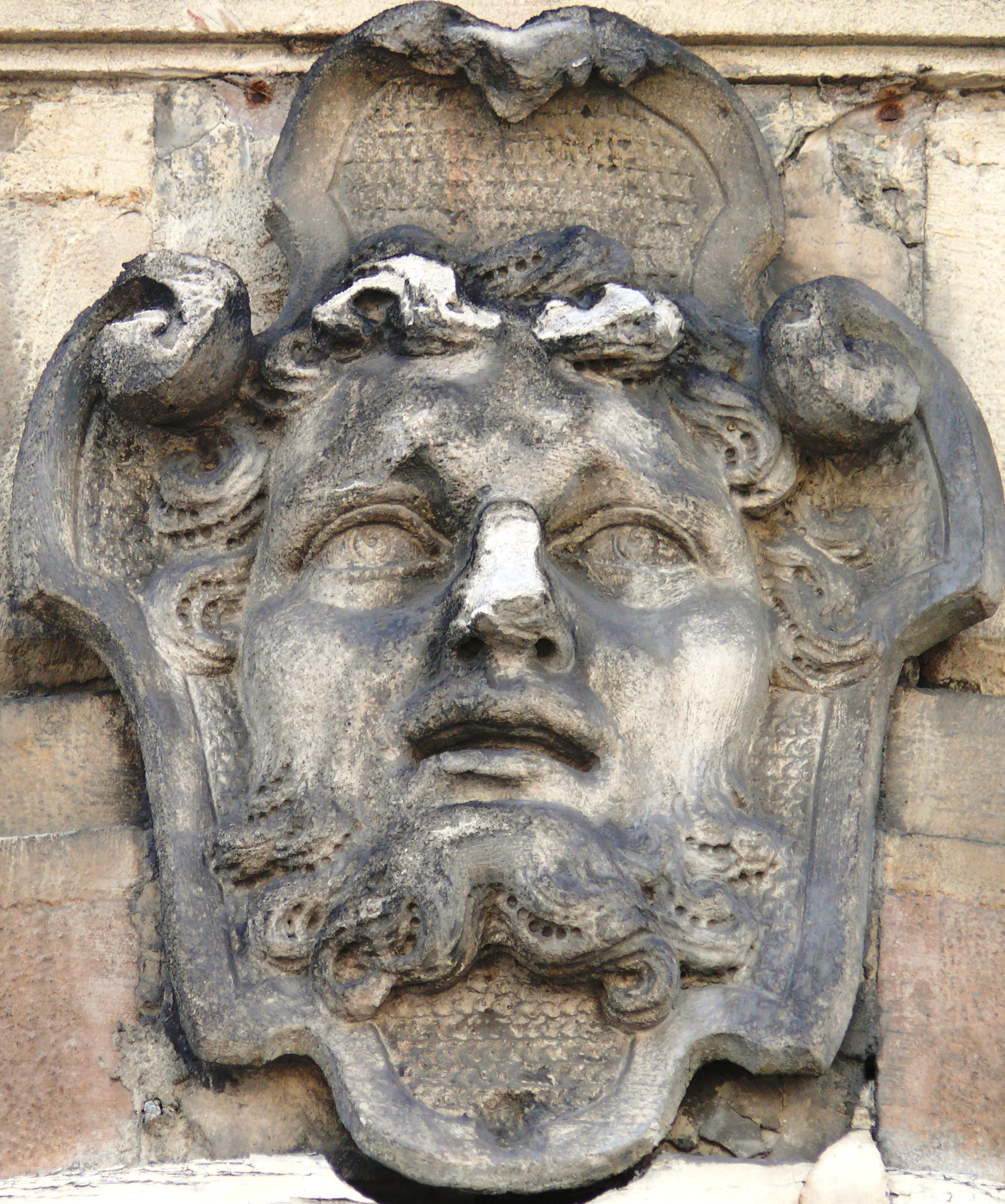